# 발롱도르
발롱도르(프랑스어: Ballon d'or, 프랑스어로 "황금빛 공"이라는 뜻)는 프랑스의 축구 전문지인 《프랑스 풋볼》(France Football)이 주관하는 올해의 유럽 남자 축구 선수상이다.

## 역사
발롱도르는 1956년에 신설된 이후에 '유럽 국가의 축구 클럽'에서 활약한 '유럽 국적 선수'들에게만 수상 자격이 제한되었으나 1995년에 상의 권위를 높이기 위해 선수의 국적 제한을 폐지했고 2007년에는 후보 선정의 범위를 전 세계로 확대하였다.
2010년부터 2015년까지 FIFA는 발롱도르와 FIFA 올해의 선수를 통합한 FIFA 발롱도르를 시상했다. 또한 UEFA는 발롱도르의 명맥을 잇고자 2011년에 UEFA 올해의 선수를 신설했다. 2016년부터는 프랑스의 축구 전문지인 《프랑스 풋볼》(France Football)이 발롱도르를 시상하고 있다.
발롱도르의 투표 방식은 먼저 프랑스 풋볼에서 특정한 후보를 발표하고 그 후에 기자단이 발롱도르 수상자를 선정한다. 발롱도르 후보의 수는 1995년 이후에 50명이었으나 2008년에 30명으로 축소되었고 2010년에 FIFA 발롱도르로 개편하면서 23인으로 축소되었다. 2016년에 발롱도르로 재개편하면서 다시 30명으로 바뀌었다.
2018년에는 올해의 여자 축구 선수상인 여자 발롱도르(Ballon d'Or Féminin), 올해의 21세 이하 남자 축구 선수상인 코파 트로피(Kopa Trophy)가 신설되었다. 2019년에는 올해의 골키퍼 선수상인 야신 트로피가 신설되었다. 2020년에는 코로나19 범유행의 여파로 인하여 시상식이 취소되었다.
한편, 해당 제도(발롱도르)와 마찬가지로 한국에서는 과거 여러 스포츠신문에서 주최하는 프로축구 시상식이 있었으나 시상 주최사 간의 자존심 경쟁, 비슷한 시상식 명칭과 시상 부문, 수상자 중복 등이 걸림돌로 나타나면서  폐지됐다.

## 수상자 목록

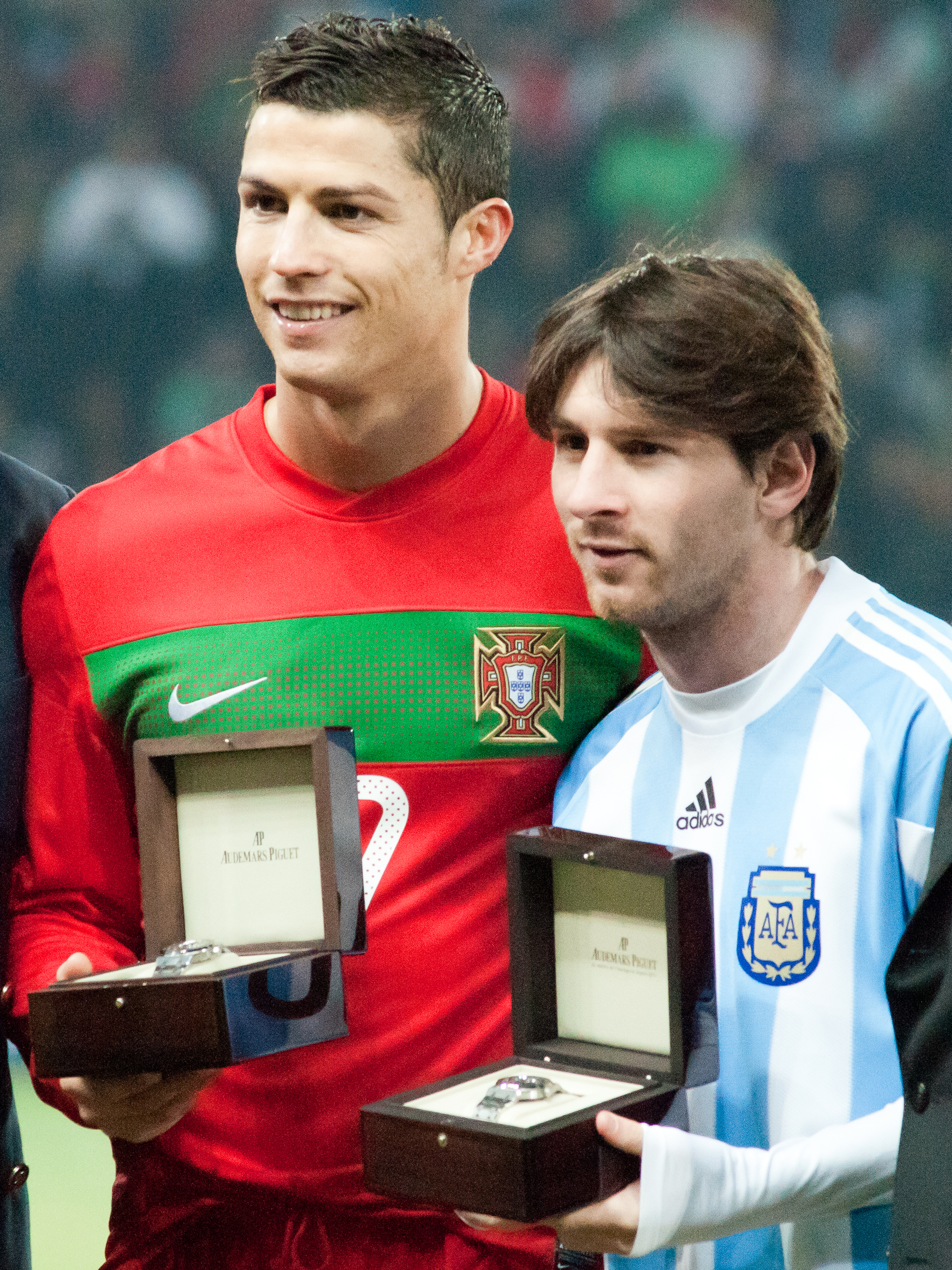
크리스티아누 호날두 (왼쪽)와 리오넬 메시는 각각 발롱도르를 5,8회 수상하였다.

| 이중 칼표 | FIFA 올해의 선수 (1991–2009)와 더 베스트 FIFA 풋볼 어워드 남자 선수 (2016–)를 동시에 수상한 선수를 가리킨다. |

| 연도                      | 순위                                            | 선수                                            | 클럽                                            | 포인트                                          |
| 발롱도르 (1956–2009)      | 발롱도르 (1956–2009)                            | 발롱도르 (1956–2009)                            | 발롱도르 (1956–2009)                            | 발롱도르 (1956–2009)                            |
| ------------------------- | ----------------------------------------------- | ----------------------------------------------- | ----------------------------------------------- | ----------------------------------------------- |
| 1956                      | 1위                                             | 스탠리 매슈스                                   | 블랙풀                                          | 47                                              |
| 1956                      | 2위                                             | 알프레도 디 스테파노                            | 레알 마드리드                                   | 44                                              |
| 1956                      | 3위                                             | 레몽 코파                                       | 레알 마드리드                                   | 33                                              |
|                           |                                                 |                                                 |                                                 |                                                 |
| 1957                      | 1위                                             | 알프레도 디 스테파노                            | 레알 마드리드                                   | 72                                              |
| 1957                      | 2위                                             | 빌리 라이트                                     | 울버햄프턴 원더러스                             | 19                                              |
| 1957                      | 3위                                             | 덩컨 에드워즈                                   | 맨체스터 유나이티드                             | 16                                              |
| 1957                      | 3위                                             | 레몽 코파                                       | 레알 마드리드                                   | 16                                              |
|                           |                                                 |                                                 |                                                 |                                                 |
| 1958                      | 1위                                             | 레몽 코파                                       | 레알 마드리드                                   | 71                                              |
| 1958                      | 2위                                             | 헬무트 란                                       | 로트바이스 에센                                 | 40                                              |
| 1958                      | 3위                                             | 쥐스트 퐁텐                                     | 스타드 드 랭스                                  | 23                                              |
|                           |                                                 |                                                 |                                                 |                                                 |
| 1959                      | 1위                                             | 알프레도 디 스테파노                            | 레알 마드리드                                   | 80                                              |
| 1959                      | 2위                                             | 레몽 코파                                       | 레알 마드리드                                   | 42                                              |
| 1959                      | 3위                                             | 존 찰스                                         | 유벤투스                                        | 24                                              |
|                           |                                                 |                                                 |                                                 |                                                 |
| 1960                      | 1위                                             | 루이스 수아레스                                 | 바르셀로나                                      | 54                                              |
| 1960                      | 2위                                             | 푸슈카시 페렌츠                                 | 레알 마드리드                                   | 37                                              |
| 1960                      | 3위                                             | 우베 젤러                                       | 함부르크                                        | 33                                              |
|                           |                                                 |                                                 |                                                 |                                                 |
| 1961                      | 1위                                             | 오마르 시보리                                   | 유벤투스                                        | 46                                              |
| 1961                      | 2위                                             | 루이스 수아레스                                 | 인테르나치오날레                                | 40                                              |
| 1961                      | 3위                                             | 조니 헤인즈                                     | 풀럼                                            | 22                                              |
|                           |                                                 |                                                 |                                                 |                                                 |
| 1962                      | 1위                                             | 요세프 마소푸스트                               | 두클라 프라하                                   | 65                                              |
| 1962                      | 2위                                             | 에우제비우                                      | 벤피카                                          | 53                                              |
| 1962                      | 3위                                             | 카를하인츠 슈넬링거                             | 쾰른                                            | 33                                              |
|                           |                                                 |                                                 |                                                 |                                                 |
| 1963                      | 1위                                             | 레프 야신                                       | 디나모 모스크바                                 | 73                                              |
| 1963                      | 2위                                             | 잔니 리베라                                     | 밀란                                            | 53                                              |
| 1963                      | 3위                                             | 지미 그리브스                                   | 토트넘 홋스퍼                                   | 33                                              |
|                           |                                                 |                                                 |                                                 |                                                 |
| 1964                      | 1위                                             | 데니스 로                                       | 맨체스터 유나이티드                             | 61                                              |
| 1964                      | 2위                                             | 루이스 수아레스                                 | 인테르나치오날레                                | 43                                              |
| 1964                      | 3위                                             | 아만시오                                        | 레알 마드리드                                   | 38                                              |
|                           |                                                 |                                                 |                                                 |                                                 |
| 1965                      | 1위                                             | 에우제비우                                      | 벤피카                                          | 67                                              |
| 1965                      | 2위                                             | 자친토 파케티                                   | 인테르나치오날레                                | 59                                              |
| 1965                      | 3위                                             | 루이스 수아레스                                 | 인테르나치오날레                                | 45                                              |
|                           |                                                 |                                                 |                                                 |                                                 |
| 1966                      | 1위                                             | 보비 찰턴                                       | 맨체스터 유나이티드                             | 81                                              |
| 1966                      | 2위                                             | 에우제비우                                      | 벤피카                                          | 80                                              |
| 1966                      | 3위                                             | 프란츠 베켄바워                                 | 바이에른 뮌헨                                   | 59                                              |
|                           |                                                 |                                                 |                                                 |                                                 |
| 1967                      | 1위                                             | 얼베르트 플로리안                               | 페렌츠바로시                                    | 68                                              |
| 1967                      | 2위                                             | 보비 찰턴                                       | 맨체스터 유나이티드                             | 40                                              |
| 1967                      | 3위                                             | 지미 존스턴                                     | 셀틱                                            | 39                                              |
|                           |                                                 |                                                 |                                                 |                                                 |
| 1968                      | 1위                                             | 조지 베스트                                     | 맨체스터 유나이티드                             | 61                                              |
| 1968                      | 2위                                             | 보비 찰턴                                       | 맨체스터 유나이티드                             | 53                                              |
| 1968                      | 3위                                             | 드라간 자이치                                   | 츠르베나 즈베즈다                               | 46                                              |
|                           |                                                 |                                                 |                                                 |                                                 |
| 1969                      | 1위                                             | 잔니 리베라                                     | 밀란                                            | 83                                              |
| 1969                      | 2위                                             | 루이지 리바                                     | 칼리아리                                        | 79                                              |
| 1969                      | 3위                                             | 게르트 뮐러                                     | 바이에른 뮌헨                                   | 38                                              |
|                           |                                                 |                                                 |                                                 |                                                 |
| 1970                      | 1위                                             | 게르트 뮐러                                     | 바이에른 뮌헨                                   | 77                                              |
| 1970                      | 2위                                             | 보비 무어                                       | 웨스트햄 유나이티드                             | 70                                              |
| 1970                      | 3위                                             | 루이지 리바                                     | 칼리아리                                        | 65                                              |
|                           |                                                 |                                                 |                                                 |                                                 |
| 1971                      | 1위                                             | 요한 크라위프                                   | 아약스                                          | 116                                             |
| 1971                      | 2위                                             | 산드로 마촐라                                   | 인테르나치오날레                                | 57                                              |
| 1971                      | 3위                                             | 조지 베스트                                     | 맨체스터 유나이티드                             | 56                                              |
|                           |                                                 |                                                 |                                                 |                                                 |
| 1972                      | 1위                                             | 프란츠 베켄바워                                 | 바이에른 뮌헨                                   | 81                                              |
| 1972                      | 2위                                             | 게르트 뮐러                                     | 바이에른 뮌헨                                   | 79                                              |
| 1972                      | 2위                                             | 귄터 네처                                       | 보루시아 묀헨글라트바흐                         | 79                                              |
|                           |                                                 |                                                 |                                                 |                                                 |
| 1973                      | 1위                                             | 요한 크라위프                                   | 바르셀로나                                      | 96                                              |
| 1973                      | 2위                                             | 디노 초프                                       | 유벤투스                                        | 47                                              |
| 1973                      | 3위                                             | 게르트 뮐러                                     | 바이에른 뮌헨                                   | 44                                              |
|                           |                                                 |                                                 |                                                 |                                                 |
| 1974                      | 1위                                             | 요한 크라위프                                   | 바르셀로나                                      | 116                                             |
| 1974                      | 2위                                             | 프란츠 베켄바워                                 | 바이에른 뮌헨                                   | 105                                             |
| 1974                      | 3위                                             | 카지미에시 데이나                               | 레기아 바르샤바                                 | 35                                              |
|                           |                                                 |                                                 |                                                 |                                                 |
| 1975                      | 1위                                             | 올레흐 블로힌                                   | 디나모 키예프                                   | 122                                             |
| 1975                      | 2위                                             | 프란츠 베켄바워                                 | 바이에른 뮌헨                                   | 42                                              |
| 1975                      | 3위                                             | 요한 크라위프                                   | 바르셀로나                                      | 27                                              |
|                           |                                                 |                                                 |                                                 |                                                 |
| 1976                      | 1위                                             | 프란츠 베켄바워                                 | 바이에른 뮌헨                                   | 91                                              |
| 1976                      | 2위                                             | 로프 렌센브링크                                 | 안데를레흐트                                    | 75                                              |
| 1976                      | 3위                                             | 이보 빅토르                                     | 두클라 프라하                                   | 52                                              |
|                           |                                                 |                                                 |                                                 |                                                 |
| 1977                      | 1위                                             | 알란 시몬센                                     | 보루시아 묀헨글라트바흐                         | 74                                              |
| 1977                      | 2위                                             | 케빈 키건                                       | 함부르크                                        | 71                                              |
| 1977                      | 3위                                             | 미셸 플라티니                                   | 낭시                                            | 70                                              |
|                           |                                                 |                                                 |                                                 |                                                 |
| 1978                      | 1위                                             | 케빈 키건                                       | 함부르크                                        | 87                                              |
| 1978                      | 2위                                             | 한스 크랑클                                     | 바르셀로나                                      | 81                                              |
| 1978                      | 3위                                             | 로프 렌센브링크                                 | 안데를레흐트                                    | 50                                              |
|                           |                                                 |                                                 |                                                 |                                                 |
| 1979                      | 1위                                             | 케빈 키건                                       | 함부르크                                        | 118                                             |
| 1979                      | 2위                                             | 카를하인츠 루메니게                             | 바이에른 뮌헨                                   | 52                                              |
| 1979                      | 3위                                             | 뤼트 크롤                                       | 아약스                                          | 41                                              |
|                           |                                                 |                                                 |                                                 |                                                 |
| 1980                      | 1위                                             | 카를하인츠 루메니게                             | 바이에른 뮌헨                                   | 122                                             |
| 1980                      | 2위                                             | 베른트 슈스터                                   | 바르셀로나                                      | 34                                              |
| 1980                      | 3위                                             | 미셸 플라티니                                   | 생테티엔                                        | 33                                              |
|                           |                                                 |                                                 |                                                 |                                                 |
| 1981                      | 1위                                             | 카를하인츠 루메니게                             | 바이에른 뮌헨                                   | 106                                             |
| 1981                      | 2위                                             | 파울 브라이트너                                 | 바이에른 뮌헨                                   | 64                                              |
| 1981                      | 3위                                             | 베른트 슈스터                                   | 바르셀로나                                      | 39                                              |
|                           |                                                 |                                                 |                                                 |                                                 |
| 1982                      | 1위                                             | 파올로 로시                                     | 유벤투스                                        | 115                                             |
| 1982                      | 2위                                             | 알랭 지레스                                     | 보르도                                          | 64                                              |
| 1982                      | 3위                                             | 즈비그니에프 보니에크                           | 유벤투스                                        | 39                                              |
|                           |                                                 |                                                 |                                                 |                                                 |
| 1983                      | 1위                                             | 미셸 플라티니                                   | 유벤투스                                        | 110                                             |
| 1983                      | 2위                                             | 케니 달글리시                                   | 리버풀                                          | 26                                              |
| 1983                      | 3위                                             | 알란 시몬센                                     | 바일레                                          | 25                                              |
|                           |                                                 |                                                 |                                                 |                                                 |
| 1984                      | 1위                                             | 미셸 플라티니                                   | 유벤투스                                        | 110                                             |
| 1984                      | 2위                                             | 장 티가나                                       | 보르도                                          | 57                                              |
| 1984                      | 3위                                             | 프레벤 엘키에르                                 | 엘라스 베로나                                   | 48                                              |
|                           |                                                 |                                                 |                                                 |                                                 |
| 1985                      | 1위                                             | 미셸 플라티니                                   | 유벤투스                                        | 127                                             |
| 1985                      | 2위                                             | 프레벤 엘키에르                                 | 엘라스 베로나                                   | 71                                              |
| 1985                      | 3위                                             | 베른트 슈스터                                   | 바르셀로나                                      | 46                                              |
|                           |                                                 |                                                 |                                                 |                                                 |
| 1986                      | 1위                                             | 이고르 벨라노프                                 | 디나모 키예프                                   | 84                                              |
| 1986                      | 2위                                             | 게리 리네커                                     | 바르셀로나                                      | 62                                              |
| 1986                      | 3위                                             | 에밀리오 부트라게뇨                             | 레알 마드리드                                   | 59                                              |
|                           |                                                 |                                                 |                                                 |                                                 |
| 1987                      | 1위                                             | 뤼트 휠릿                                       | 밀란                                            | 106                                             |
| 1987                      | 2위                                             | 파울루 푸트르                                   | 아틀레티코 마드리드                             | 91                                              |
| 1987                      | 3위                                             | 에밀리오 부트라게뇨                             | 레알 마드리드                                   | 61                                              |
|                           |                                                 |                                                 |                                                 |                                                 |
| 1988                      | 1위                                             | 마르코 판 바스턴                                | 밀란                                            | 129                                             |
| 1988                      | 2위                                             | 뤼트 휠릿                                       | 밀란                                            | 88                                              |
| 1988                      | 3위                                             | 프랑크 레이카르트                               | 밀란                                            | 45                                              |
|                           |                                                 |                                                 |                                                 |                                                 |
| 1989                      | 1위                                             | 마르코 판 바스턴                                | 밀란                                            | 129                                             |
| 1989                      | 2위                                             | 프란코 바레시                                   | 밀란                                            | 80                                              |
| 1989                      | 3위                                             | 프랑크 레이카르트                               | 밀란                                            | 43                                              |
|                           |                                                 |                                                 |                                                 |                                                 |
| 1990                      | 1위                                             | 로타어 마테우스                                 | 인테르나치오날레                                | 137                                             |
| 1990                      | 2위                                             | 살바토레 스킬라치                               | 유벤투스                                        | 84                                              |
| 1990                      | 3위                                             | 안드레아스 브레메                               | 인테르나치오날레                                | 68                                              |
|                           |                                                 |                                                 |                                                 |                                                 |
| 1991                      | 1위                                             | 장피에르 파팽                                   | 마르세유                                        | 141                                             |
| 1991                      | 2위                                             | 데얀 사비체비치                                 | 츠르베나 즈베즈다                               | 42                                              |
| 1991                      | 2위                                             | 다르코 판체프                                   | 츠르베나 즈베즈다                               | 42                                              |
| 1991                      | 2위                                             | 로타어 마테우스                                 | 인테르나치오날레                                | 42                                              |
|                           |                                                 |                                                 |                                                 |                                                 |
| 1992                      | 1위                                             | 마르코 판 바스턴                                | 밀란                                            | 98                                              |
| 1992                      | 2위                                             | 흐리스토 스토이치코프                           | 바르셀로나                                      | 80                                              |
| 1992                      | 3위                                             | 데니스 베르흐캄프                               | 아약스                                          | 53                                              |
|                           |                                                 |                                                 |                                                 |                                                 |
| 1993                      | 1위                                             | 로베르토 바조                                   | 유벤투스                                        | 142                                             |
| 1993                      | 2위                                             | 데니스 베르흐캄프                               | 인테르나치오날레                                | 83                                              |
| 1993                      | 3위                                             | 에리크 캉토나                                   | 맨체스터 유나이티드                             | 34                                              |
|                           |                                                 |                                                 |                                                 |                                                 |
| 1994                      | 1위                                             | 흐리스토 스토이치코프                           | 바르셀로나                                      | 210                                             |
| 1994                      | 2위                                             | 로베르토 바조                                   | 유벤투스                                        | 136                                             |
| 1994                      | 3위                                             | 파올로 말디니                                   | 밀란                                            | 109                                             |
|                           |                                                 |                                                 |                                                 |                                                 |
| 1995                      | 1위                                             | 조지 웨아                                       | 밀란                                            | 144                                             |
| 1995                      | 2위                                             | 위르겐 클린스만                                 | 바이에른 뮌헨                                   | 108                                             |
| 1995                      | 3위                                             | 야리 리트마넨                                   | 아약스                                          | 67                                              |
|                           |                                                 |                                                 |                                                 |                                                 |
| 1996                      | 1위                                             | 마티아스 자머                                   | 보루시아 도르트문트                             | 144                                             |
| 1996                      | 2위                                             | 호나우두                                        | 바르셀로나                                      | 143                                             |
| 1996                      | 3위                                             | 앨런 시어러                                     | 뉴캐슬 유나이티드                               | 107                                             |
|                           |                                                 |                                                 |                                                 |                                                 |
| 1997                      | 1위                                             | 호나우두                                        | 인테르나치오날레                                | 222                                             |
| 1997                      | 2위                                             | 프레드라그 미야토비치                           | 레알 마드리드                                   | 68                                              |
| 1997                      | 3위                                             | 지네딘 지단                                     | 유벤투스                                        | 63                                              |
|                           |                                                 |                                                 |                                                 |                                                 |
| 1998                      | 1위                                             | 지네딘 지단                                     | 유벤투스                                        | 244                                             |
| 1998                      | 2위                                             | 다보르 슈케르                                   | 레알 마드리드                                   | 68                                              |
| 1998                      | 3위                                             | 호나우두                                        | 인테르나치오날레                                | 66                                              |
|                           |                                                 |                                                 |                                                 |                                                 |
| 1999                      | 1위                                             | 히바우두                                        | 바르셀로나                                      | 219                                             |
| 1999                      | 2위                                             | 데이비드 베컴                                   | 맨체스터 유나이티드                             | 154                                             |
| 1999                      | 3위                                             | 안드리 셰우첸코                                 | 밀란                                            | 64                                              |
|                           |                                                 |                                                 |                                                 |                                                 |
| 2000                      | 1위                                             | 루이스 피구                                     | 레알 마드리드                                   | 197                                             |
| 2000                      | 2위                                             | 지네딘 지단                                     | 유벤투스                                        | 181                                             |
| 2000                      | 3위                                             | 안드리 셰우첸코                                 | 밀란                                            | 85                                              |
|                           |                                                 |                                                 |                                                 |                                                 |
| 2001                      | 1위                                             | 마이클 오언                                     | 리버풀                                          | 176                                             |
| 2001                      | 2위                                             | 라울 곤살레스                                   | 레알 마드리드                                   | 140                                             |
| 2001                      | 3위                                             | 올리버 칸                                       | 바이에른 뮌헨                                   | 114                                             |
|                           |                                                 |                                                 |                                                 |                                                 |
| 2002                      | 1위                                             | 호나우두                                        | 레알 마드리드                                   | 169                                             |
| 2002                      | 2위                                             | 호베르투 카를루스                               | 레알 마드리드                                   | 145                                             |
| 2002                      | 3위                                             | 올리버 칸                                       | 바이에른 뮌헨                                   | 110                                             |
|                           |                                                 |                                                 |                                                 |                                                 |
| 2003                      | 1위                                             | 파벨 네드베트                                   | 유벤투스                                        | 190                                             |
| 2003                      | 2위                                             | 티에리 앙리                                     | 아스널                                          | 128                                             |
| 2003                      | 3위                                             | 파올로 말디니                                   | 밀란                                            | 123                                             |
|                           |                                                 |                                                 |                                                 |                                                 |
| 2004                      | 1위                                             | 안드리 셰우첸코                                 | 밀란                                            | 175                                             |
| 2004                      | 2위                                             | 데쿠                                            | 바르셀로나                                      | 139                                             |
| 2004                      | 3위                                             | 호나우지뉴                                      | 바르셀로나                                      | 133                                             |
|                           |                                                 |                                                 |                                                 |                                                 |
| 2005                      | 1위                                             | 호나우지뉴                                      | 바르셀로나                                      | 225                                             |
| 2005                      | 2위                                             | 프랭크 램퍼드                                   | 첼시                                            | 148                                             |
| 2005                      | 3위                                             | 스티븐 제라드                                   | 리버풀                                          | 142                                             |
|                           |                                                 |                                                 |                                                 |                                                 |
| 2006                      | 1위                                             | 파비오 칸나바로                                 | 레알 마드리드                                   | 173                                             |
| 2006                      | 2위                                             | 잔루이지 부폰                                   | 유벤투스                                        | 124                                             |
| 2006                      | 3위                                             | 티에리 앙리                                     | 아스널                                          | 121                                             |
|                           |                                                 |                                                 |                                                 |                                                 |
| 2007                      | 1위                                             | 카카                                            | 밀란                                            | 444                                             |
| 2007                      | 2위                                             | 크리스티아누 호날두                             | 맨체스터 유나이티드                             | 277                                             |
| 2007                      | 3위                                             | 리오넬 메시                                     | 바르셀로나                                      | 255                                             |
|                           |                                                 |                                                 |                                                 |                                                 |
| 2008                      | 1위                                             | 크리스티아누 호날두                             | 맨체스터 유나이티드                             | 446                                             |
| 2008                      | 2위                                             | 리오넬 메시                                     | 바르셀로나                                      | 281                                             |
| 2008                      | 3위                                             | 페르난도 토레스                                 | 리버풀                                          | 179                                             |
|                           |                                                 |                                                 |                                                 |                                                 |
| 2009                      | 1위                                             | 리오넬 메시                                     | 바르셀로나                                      | 473                                             |
| 2009                      | 2위                                             | 크리스티아누 호날두                             | 레알 마드리드                                   | 233                                             |
| 2009                      | 3위                                             | 사비 에르난데스                                 | 바르셀로나                                      | 170                                             |
| FIFA 발롱도르 (2010–2015) |                                                 |                                                 |                                                 |                                                 |
| 2010                      | 1위                                             | 리오넬 메시                                     | 바르셀로나                                      | 22.65%                                          |
| 2010                      | 2위                                             | 안드레스 이니에스타                             | 바르셀로나                                      | 17.36%                                          |
| 2010                      | 3위                                             | 사비 에르난데스                                 | 바르셀로나                                      | 16.48%                                          |
|                           |                                                 |                                                 |                                                 |                                                 |
| 2011                      | 1위                                             | 리오넬 메시                                     | 바르셀로나                                      | 47.88%                                          |
| 2011                      | 2위                                             | 크리스티아누 호날두                             | 레알 마드리드                                   | 21.60%                                          |
| 2011                      | 3위                                             | 사비 에르난데스                                 | 바르셀로나                                      | 9.23%                                           |
|                           |                                                 |                                                 |                                                 |                                                 |
| 2012                      | 1위                                             | 리오넬 메시                                     | 바르셀로나                                      | 41.60%                                          |
| 2012                      | 2위                                             | 크리스티아누 호날두                             | 레알 마드리드                                   | 23.68%                                          |
| 2012                      | 3위                                             | 안드레스 이니에스타                             | 바르셀로나                                      | 10.91%                                          |
|                           |                                                 |                                                 |                                                 |                                                 |
| 2013                      | 1위                                             | 크리스티아누 호날두                             | 레알 마드리드                                   | 27.99%                                          |
| 2013                      | 2위                                             | 리오넬 메시                                     | 바르셀로나                                      | 24.72%                                          |
| 2013                      | 3위                                             | 프랑크 리베리                                   | 바이에른 뮌헨                                   | 23.36%                                          |
|                           |                                                 |                                                 |                                                 |                                                 |
| 2014                      | 1위                                             | 크리스티아누 호날두                             | 레알 마드리드                                   | 37.66%                                          |
| 2014                      | 2위                                             | 리오넬 메시                                     | 바르셀로나                                      | 15.76%                                          |
| 2014                      | 3위                                             | 마누엘 노이어                                   | 바이에른 뮌헨                                   | 15.72%                                          |
|                           |                                                 |                                                 |                                                 |                                                 |
| 2015                      | 1위                                             | 리오넬 메시                                     | 바르셀로나                                      | 41.33%                                          |
| 2015                      | 2위                                             | 크리스티아누 호날두                             | 레알 마드리드                                   | 27.76%                                          |
| 2015                      | 3위                                             | 네이마르                                        | 바르셀로나                                      | 7.86%                                           |
| 발롱도르 (2016–현재)      |                                                 |                                                 |                                                 |                                                 |
| 2016                      | 1위                                             | 크리스티아누 호날두                             | 레알 마드리드                                   | 745                                             |
| 2016                      | 2위                                             | 리오넬 메시                                     | 바르셀로나                                      | 316                                             |
| 2016                      | 3위                                             | 앙투안 그리즈만                                 | 아틀레티코 마드리드                             | 198                                             |
|                           |                                                 |                                                 |                                                 |                                                 |
| 2017                      | 1위                                             | 크리스티아누 호날두                             | 레알 마드리드                                   | 946                                             |
| 2017                      | 2위                                             | 리오넬 메시                                     | 바르셀로나                                      | 670                                             |
| 2017                      | 3위                                             | 네이마르                                        | 파리 생제르맹                                   | 361                                             |
|                           |                                                 |                                                 |                                                 |                                                 |
| 2018                      | 1위                                             | 루카 모드리치                                   | 레알 마드리드                                   | 753                                             |
| 2018                      | 2위                                             | 크리스티아누 호날두                             | 유벤투스                                        | 476                                             |
| 2018                      | 3위                                             | 앙투안 그리즈만                                 | 아틀레티코 마드리드                             | 414                                             |
|                           |                                                 |                                                 |                                                 |                                                 |
| 2019                      | 1위                                             | 리오넬 메시                                     | 바르셀로나                                      | 686                                             |
| 2019                      | 2위                                             | 버질 판 데이크                                  | 리버풀                                          | 679                                             |
| 2019                      | 3위                                             | 크리스티아누 호날두                             | 유벤투스                                        | 476                                             |
|                           |                                                 |                                                 |                                                 |                                                 |
| 2020                      | 코로나19 범유행의 여파로 인하여 시상식이 취소됨 | 코로나19 범유행의 여파로 인하여 시상식이 취소됨 | 코로나19 범유행의 여파로 인하여 시상식이 취소됨 | 코로나19 범유행의 여파로 인하여 시상식이 취소됨 |
|                           |                                                 |                                                 |                                                 |                                                 |
| 2021                      | 1위                                             | 리오넬 메시                                     | 파리 생제르맹                                   | 613                                             |
| 2021                      | 2위                                             | 로베르트 레반도프스키                           | 바이에른 뮌헨                                   | 580                                             |
| 2021                      | 3위                                             | 조르지뉴                                        | 첼시                                            | 460                                             |
|                           |                                                 |                                                 |                                                 |                                                 |
| 2022                      | 1위                                             | 카림 벤제마                                     | 레알 마드리드                                   | 549                                             |
| 2022                      | 2위                                             | 사디오 마네                                     | 리버풀                                          | 193                                             |
| 2022                      | 3위                                             | 케빈 더 브라위너                                | 맨체스터 시티                                   | 175                                             |
|                           |                                                 |                                                 |                                                 |                                                 |
| 2023                      | 1위                                             | 리오넬 메시                                     | 인터 마이애미                                   | 462                                             |
| 2023                      | 2위                                             | 엘링 홀란                                       | 맨체스터 시티                                   | 357                                             |
| 2023                      | 3위                                             | 킬리안 음바페                                   | 파리 생제르맹                                   | 270                                             |
|                           |                                                 |                                                 |                                                 |                                                 |
| 2024                      | 1위                                             | 로드리 에르난데스                               | 맨체스터 시티                                   |                                                 |
| 2024                      | 2위                                             | 비니시우스 주니오르                             | 레알 마드리드                                   |                                                 |
| 2024                      | 3위                                             | 주드 벨링엄                                     | 레알 마드리드                                   |                                                 |

## 수상자 집계

### 선수별 집계

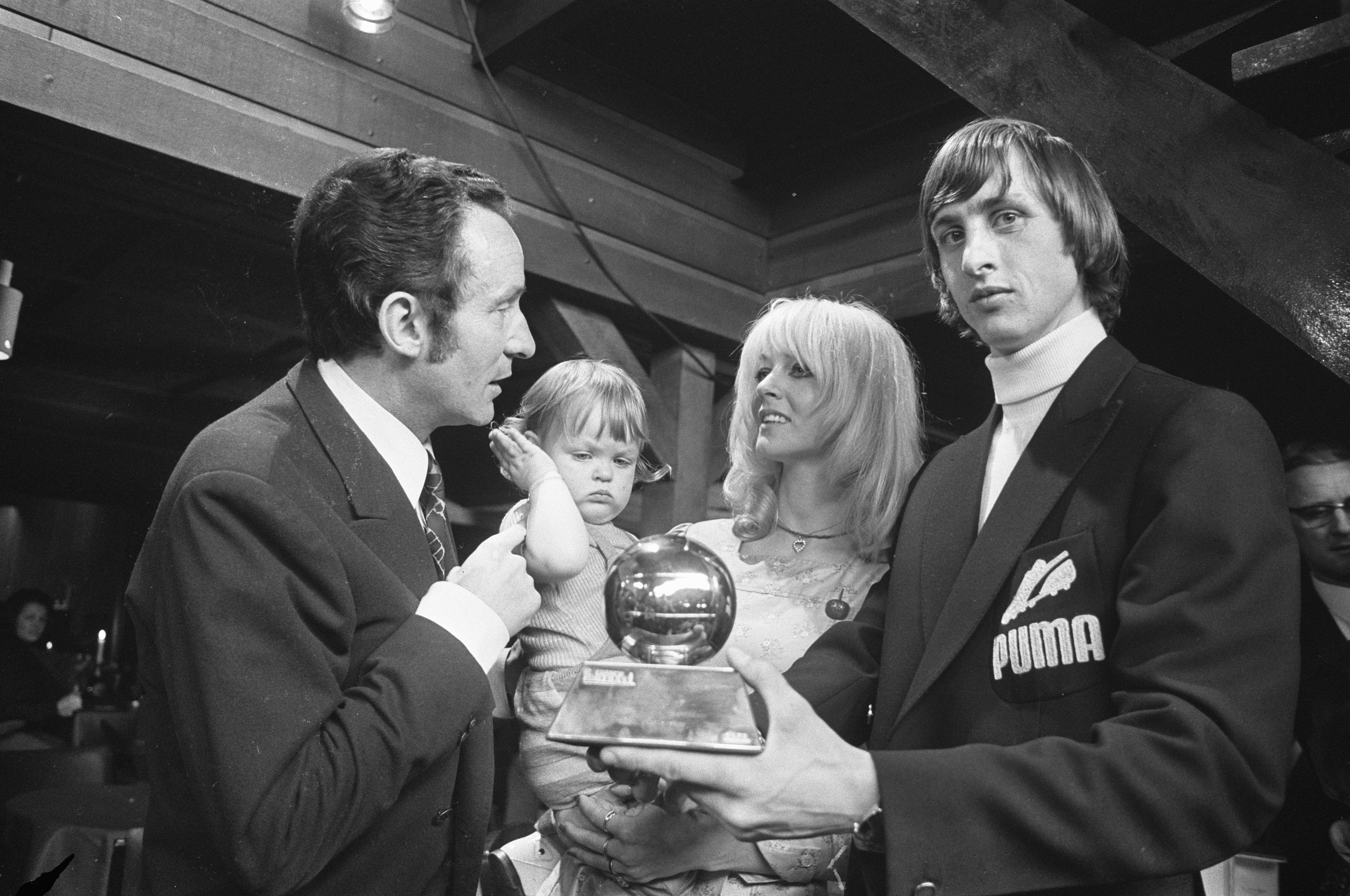
1971년 발롱도르를 수상한 요한 크라위프

1회 이상 수상자 중 2위나 3위 이상을 기록한 수상자만 나타내었다.
| 선수                  | 1위                                                | 2위                                    | 3위            |
| --------------------- | -------------------------------------------------- | -------------------------------------- | -------------- |
| 리오넬 메시           | 8 (2009, 2010, 2011, 2012, 2015, 2019, 2021, 2023) | 5 (2008, 2013, 2014, 2016, 2017)       | 1 (2007)       |
| 크리스티아누 호날두   | 5 (2008, 2013, 2014, 2016, 2017)                   | 6 (2007, 2009, 2011, 2012, 2015, 2018) | 1 (2019)       |
| 미셸 플라티니         | 3 (1983, 1984, 1985)                               | —                                      | 2 (1977, 1980) |
| 요한 크라위프         | 3 (1971, 1973, 1974)                               | —                                      | 1 (1975)       |
| 마르코 판 바스턴      | 3 (1988, 1989, 1992)                               | —                                      | —              |
| 프란츠 베켄바워       | 2 (1972, 1976)                                     | 2 (1974, 1975)                         | 1 (1966)       |
| 호나우두              | 2 (1997, 2002)                                     | 1 (1996)                               | 1 (1998)       |
| 알프레도 디 스테파노  | 2 (1957, 1959)                                     | 1 (1956)                               | —              |
| 케빈 키건             | 2 (1978, 1979)                                     | 1 (1977)                               | —              |
| 카를하인츠 루메니게   | 2 (1980, 1981)                                     | 1 (1979)                               | —              |
| 루이스 수아레스       | 1 (1960)                                           | 2 (1961, 1964)                         | 1 (1965)       |
| 에우제비우            | 1 (1965)                                           | 2 (1962, 1966)                         | —              |
| 보비 찰턴             | 1 (1966)                                           | 2 (1967, 1968)                         | —              |
| 레몽 코파             | 1 (1958)                                           | 1 (1959)                               | 2 (1956, 1957) |
| 게르트 뮐러           | 1 (1970)                                           | 1 (1972)                               | 2 (1969, 1973) |
| 지네딘 지단           | 1 (1998)                                           | 1 (2000)                               | 1 (1997)       |
| 잔니 리베라           | 1 (1969)                                           | 1 (1963)                               | —              |
| 뤼트 휠릿             | 1 (1987)                                           | 1 (1988)                               | —              |
| 로타어 마테우스       | 1 (1990)                                           | 1 (1991)                               | —              |
| 로베르토 바조         | 1 (1993)                                           | 1 (1994)                               | —              |
| 흐리스토 스토이치코프 | 1 (1994)                                           | 1 (1992)                               | —              |
| 안드리 셰우첸코       | 1 (2004)                                           | —                                      | 2 (1999, 2000) |
| 조지 베스트           | 1 (1968)                                           | —                                      | 1 (1971)       |
| 알란 시몬센           | 1 (1977)                                           | —                                      | 1 (1983)       |
| 호나우지뉴            | 1 (2005)                                           | —                                      | 1 (2004)       |
| 로드리                | 1 (2024)                                           | —                                      |                |

### 국가별 집계
| 국가           | 수상 횟수 | 수상한 선수의 수 | 선수 |
| -------------- | --------- | ---------------- | --- |
| 아르헨티나     | 11        | 3                | 알프레도 디 스테파노* (1957, 1959) 오마르 시보리* (1961) 리오넬 메시 (2009, 2010, 2011, 2012, 2015, 2019, 2021, 2023)        |
| 독일           | 7         | 5                | 게르트 뮐러 (1970) 프란츠 베켄바워 (1972, 1976) 카를하인츠 루메니게 (1980, 1981) 로타어 마테우스 (1990) 마티아스 자머 (1996) |
| 네덜란드       | 7         | 3                | 요한 크라위프 (1971, 1973, 1974) 뤼트 휠릿 (1987) 마르코 판 바스턴 (1988, 1989, 1992)                                        |
| 프랑스         | 7         | 5                | 레몽 코파 (1958) 미셸 플라티니 (1983, 1984, 1985) 장피에르 파팽 (1991) 지네딘 지단 (1998) 카림 벤제마 (2022)                 |
| 포르투갈       | 7         | 3                | 에우제비우 (1965) 루이스 피구 (2000) 크리스티아누 호날두 (2008, 2013, 2014, 2016, 2017)                                      |
| 이탈리아       | 5         | 5                | 오마르 시보리* (1961) 잔니 리베라 (1969) 파올로 로시 (1982) 로베르토 바조 (1993) 파비오 칸나바로 (2006)                      |
| 잉글랜드       | 5         | 4                | 스탠리 매슈스 (1956) 보비 찰턴 (1966) 케빈 키건 (1978, 1979) 마이클 오언 (2001)                                              |
| 브라질         | 5         | 4                | 호나우두 (1997, 2002) 히바우두 (1999) 호나우지뉴 (2005) 카카 (2007)                                                          |
| 소련           | 3         | 3                | 레프 야신 (1963) 올레흐 블로힌 (1975) 이고르 벨라노프 (1986)                                                                 |
| 스페인         | 3         | 3                | 알프레도 디 스테파노* (1957, 1959) 루이스 수아레스 (1960) 로드리 에르난데스 (2024)                                           |
| 체코슬로바키아 | 1         | 1                | 요세프 마소푸스트 (1962) |
| 스코틀랜드     | 1         | 1                | 데니스 로 (1964) |
| 헝가리         | 1         | 1                | 얼베르트 플로리안 (1967) |
| 북아일랜드     | 1         | 1                | 조지 베스트 (1968) |
| 덴마크         | 1         | 1                | 알란 시몬센 (1977) |
| 불가리아       | 1         | 1                | 흐리스토 스토이치코프 (1994)                                                                                                 |
| 라이베리아     | 1         | 1                | 조지 웨아 (1995) |
| 체코           | 1         | 1                | 파벨 네드베트 (2003) |
| 우크라이나     | 1         | 1                | 안드리 셰우첸코 (2004) |

* 디 스테파노와 시보리는 아르헨티나 태생이지만 각각 스페인과 이탈리아 시민권을 획득하였다.

### 클럽별 집계
클럽별 집계는 선수가 해당 클럽 소속으로서 발롱도르를 수상한 횟수를 기준으로 한다.
| 클럽                | 수상 횟수 | 수상자 수 | 수상한 선수 |
| ------------------- | --------- | --------- | --- |
| 바르셀로나          | 12        | 6         | 루이스 수아레스 (1960) 요한 크라위프 (1973, 1974) 흐리스토 스토이치코프 (1994) 히바우두 (1999) 호나우지뉴 (2005) 리오넬 메시 (2009, 2010, 2011, 2012, 2015, 2019)                                 |
| 레알 마드리드       | 12        | 8         | 알프레도 디 스테파노 (1957, 1959) 레몽 코파 (1958) 루이스 피구 (2000) 호나우두 (2002) 파비오 칸나바로 (2006) 크리스티아누 호날두 (2013, 2014, 2016, 2017) 루카 모드리치 (2018) 카림 벤제마 (2022) |
| 유벤투스            | 8         | 6         | 오마르 시보리 (1961) 파올로 로시 (1982) 미셸 플라티니 (1983, 1984, 1985) 로베르토 바조 (1993) 지네딘 지단 (1998) 파벨 네드베트 (2003)                                                             |
| 밀란                | 8         | 6         | 잔니 리베라 (1969) 뤼트 휠릿 (1987) 마르코 판 바스턴 (1988, 1989, 1992) 조지 웨아 (1995) 안드리 셰우첸코 (2004) 카카 (2007)                                                                       |
| 바이에른 뮌헨       | 5         | 3         | 게르트 뮐러 (1970) 프란츠 베켄바워 (1972, 1976) 카를하인츠 루메니게 (1980, 1981) |
| 맨체스터 유나이티드 | 4         | 4         | 데니스 로 (1964) 보비 찰턴 (1966) 조지 베스트 (1968) 크리스티아누 호날두 (2008) |
| 디나모 키이우       | 2         | 2         | 올레흐 블로힌 (1975) 이고르 벨라노프 (1986) |
| 인테르나치오날레    | 2         | 2         | 로타어 마테우스 (1990) 호나우두 (1997) |
| 아약스              | 2         | 1         | 요한 크라위프 (1971, 1973) |
| 함부르크            | 2         | 1         | 케빈 키건 (1978, 1979) |
| 블랙풀              | 1         | 1         | 스탠리 매슈스 (1956) |
| 두클라 프라하       | 1         | 1         | 요세프 마소푸스트 (1962) |
| 디나모 모스크바     | 1         | 1         | 레프 야신 (1963) |
| 벤피카              | 1         | 1         | 에우제비우 (1965) |
| 페렌츠바로시        | 1         | 1         | 얼베르트 플로리안 (1967) |
| 묀헨글라트바흐      | 1         | 1         | 알란 시몬센 (1977) |
| 마르세유            | 1         | 1         | 장피에르 파팽 (1991) |
| 도르트문트          | 1         | 1         | 마티아스 자머 (1996) |
| 리버풀              | 1         | 1         | 마이클 오언 (2001) |
| 파리 생제르맹       | 1         | 1         | 리오넬 메시 (2021) |
| 인터 마이애미       | 1         | 1         | 리오넬 메시 (2023) |
| 맨체스터 시티       | 1         | 1         | 로드리 에르난데스 (2024) |

### 리그별 집계
| 리그           | 수상 횟수 | 클럽 수 | 클럽 |
| -------------- | --------- | ------- | --- |
| 스페인         | 24        | 2       | 레알 마드리드 (1957, 1958, 1959, 2000, 2002, 2006, 2013, 2014, 2016, 2017, 2018, 2022) 바르셀로나 (1960, 1973, 1974, 1994, 1999, 2005, 2009, 2010, 2011, 2012, 2015, 2019) |
| 이탈리아       | 18        | 3       | 유벤투스 (1961, 1982, 1983, 1984, 1985, 1993, 1998, 2003) 밀란 (1969, 1987, 1988, 1989, 1992, 1995, 2004, 2007) 인테르나치오날레 (1990, 2002)                              |
| 독일           | 9         | 4       | 바이에른 뮌헨 (1970, 1972, 1976, 1980, 1981) 묀헨글라트바흐 (1977) 함부르크 (1978, 1979) 도르트문트 (1996)                                                                 |
| 잉글랜드       | 7         | 4       | 블랙풀 (1956) 맨체스터 유나이티드 (1964, 1966, 1968, 2008) 리버풀 (2001) 맨체스터 시티 (2024)                                                                              |
| 소련           | 3         | 2       | 디나모 모스크바 (1963) 디나모 키이우 (1975, 1986) |
| 프랑스         | 2         | 2       | 마르세유 (1991) 파리 생제르맹 (2021) |
| 네덜란드       | 2         | 1       | 아약스 (1971, 1973) |
| 체코슬로바키아 | 1         | 1       | 두클라 프라하 (1962) |
| 포르투갈       | 1         | 1       | 벤피카 (1965) |
| 헝가리         | 1         | 1       | 페렌츠바로시 (1967) |
| 미국           | 1         | 1       | 인터 마이애미 (2023) |

## 같이 보기
- FIFA 발롱도르
- UEFA 클럽 풋볼 어워드
- UEFA 올해의 선수
- FIFA 올해의 선수
- 더 베스트 FIFA 풋볼 어워드
- 유러피언 골든슈
- 옹즈도르
- 올해의 세계 축구 선수

## 주해
1. ↑  알프레도 디 스테파노는 아르헨티나에서 태어났지만 1956년에 스페인 국적을 획득하여 스페인 축구 국가대표팀에서 활동하였다.
2. ↑  오마르 시보리는 아르헨티나에서 태어났지만 1961년에 스페인 국적을 획득하여 이탈리아 축구 국가대표팀에서 활동하였다.
3. ↑  요한 크라위프는 1973년 도중에 아약스에서 바르셀로나로 이적하였다.
4. ↑  케빈 키건은 1977년 도중에 리버풀에서 함부르크로 이적하였다.
5. ↑  게리 리네커는 1986년 도중에 에버튼에서 바르셀로나로 이적하였다.
6. ↑  뤼트 휠릿은 1987년 도중에 PSV 에인트호번에서 밀란으로 이적하였다.
7. ↑  파울루 푸트르는 1987년 도중에 포르투에서 아틀레티코 마드리드로 이적하였다.
8. ↑  프랑크 레이카르트는 1988년 도중에 레알 사라고사에서 밀란으로 이적하였다.
9. ↑  조지 웨아는 1995년 도중에 파리 생제르맹에서 밀란으로 이적하였다.
10. ↑  호나우두는 1996년 도중에 PSV 에인트호번에서 바르셀로나로 이적하였다.
11. ↑  호나우두는 1997년 도중에 바르셀로나에서 인테르나치오날레로 이적하였다.
12. ↑  루이스 피구는 2000년 도중에 바르셀로나에서 레알 마드리드로 이적하였다.
13. ↑  호나우두는 2002년 도중에 인테르나치오날레에서 레알 마드리드로 이적하였다.
14. ↑  데쿠는 2004년 도중에 포르투에서 바르셀로나로 이적하였다.
15. ↑  파비오 칸나바로는 2006년 도중에 유벤투스에서 레알 마드리드로 이적하였다.
16. ↑  크리스티아누 호날두는 2009년 도중에 맨체스터 유나이티드에서 레알 마드리드로 이적하였다.
17. ↑  네이마르는 2017년 도중에 바르셀로나에서 파리 생제르맹으로 이적하였다.
18. ↑  크리스티아누 호날두는 2018년 도중에 레알 마드리드에서 유벤투스로 이적하였다.
19. ↑  크리스티아누 호날두는 FIFA 발롱도르를 두 번 (2013, 2014) 수상하였고 2위는 세 번 (2011, 2012, 2015) 기록하였다.[5][6]